# Reigns: Game of Thrones
Reigns: Game of Thrones est un jeu vidéo de stratégie développé par Nerial en partenariat avec HBO et édité par Devolver Digital. En tant que troisième entrée et spin-off de la série Reigns, après Reigns (2016) et Reigns: Her Majesty (2017), le jeu est basé sur des personnages de la franchise Game of Thrones. Reigns: Game of Thrones est sorti en octobre 2018 pour Android, iOS, Linux, macOS et Microsoft Windows. Une version pour Nintendo Switch est sortie en avril 2019.

## Accueil

### Accueil critique
Reigns: Game of Thrones a reçu des critiques "généralement favorables", selon l'agrégateur de critiques Metacritic.

### Récompenses
Reigns: Game of Thrones a été nommé pour le "Meilleur jeu mobile" aux Game Awards 2018,, aux Game Developers Choice Awards et aux 15e British Academy Video Games Awards.